# Euphyia extensata
Euphyia extensata là một loài bướm đêm trong họ Geometridae.